# Schreckalm (Sachrang)

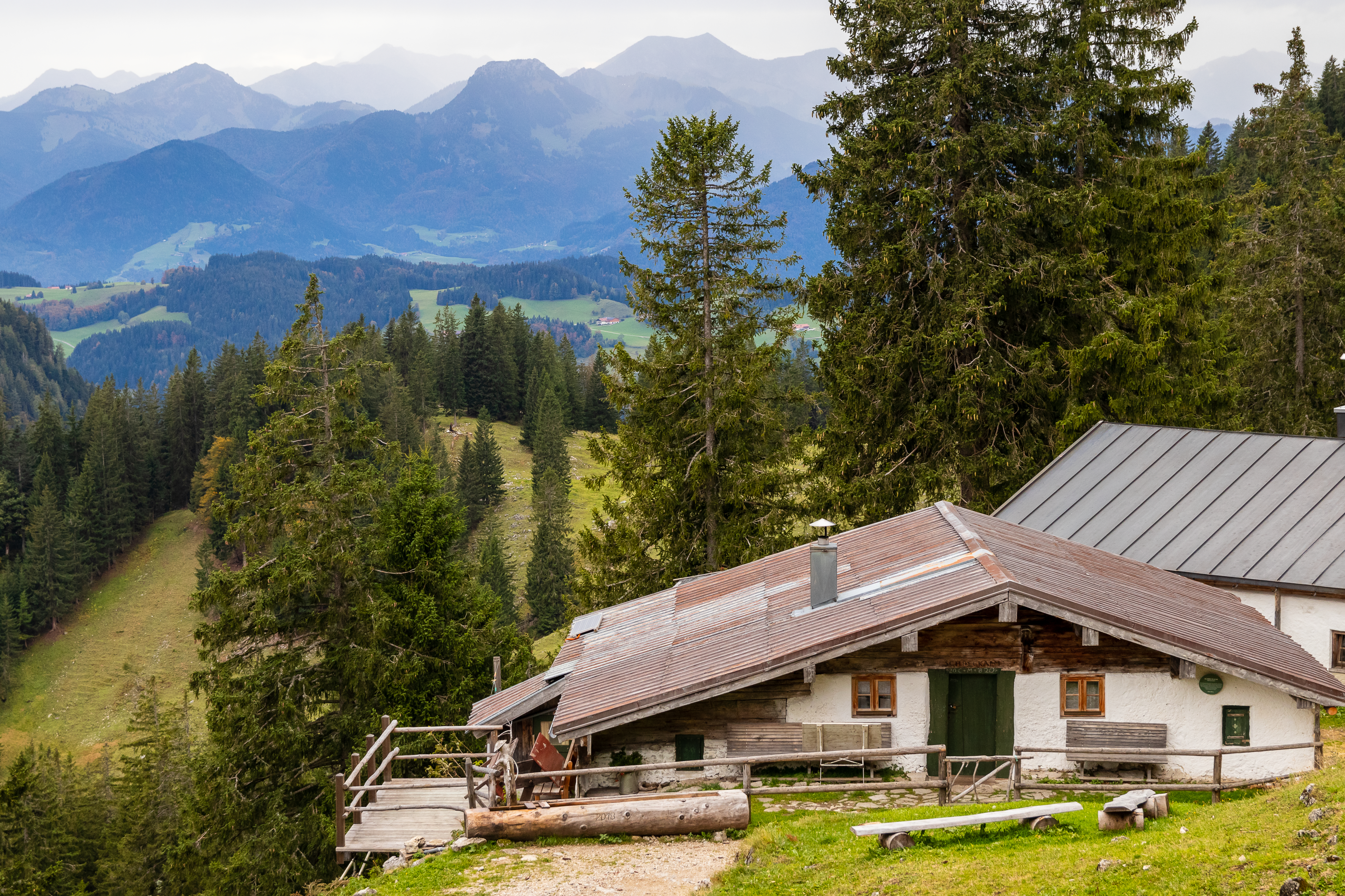
Schreckalm

Die Schreckalm ist eine Alm im Ortsteil Sachrang der Gemeinde Aschau im Chiemgau.
Zwei Gebäude der Schreckalm stehen unter Denkmalschutz und sind unter der Nummer D-1-87-114-134 in die Bayerische Denkmalliste eingetragen.

## Baubeschreibung
Die Ertlhütte ist ein eingeschossiger Massivbau aus teils verputztem Bruchsteinmauerwerk mit einem Frackdach. Giebel, Kniestock und abgeschleppter Anbau sind in Blockbauweise ausgeführt, das Gebäude ist mit dem Jahr 1716 bezeichnet. 
Die Hatzhütte ist ein eingeschossiger Blockbau über einem Bruchsteinsockel mit weit überstehendem Satteldach und ist mit dem Jahr 1802 bezeichnet.
Das westlichste Gebäude ist die Simmerl- und Ledererhütte aus dem Jahr 1810. Es ist das größte Gebäude der Alm und das einzige, das nicht unter Denkmalschutz steht. Die Seppnhütte befand sich unterhalb der heutigen Hütten an der Zufahrt zur Alm und wurde auf Veranlassung des Aschauer Forstmeisters gesprengt.

## Heutige Nutzung
Die Schreckalm ist bestoßen und bewirtet.

## Lage
Die Schreckalm liegt östlich von Sachrang im Geigelsteingebiet auf einer Höhe von 1400 m ü. NN.
Östlich der Schreckalm liegen Sulzingalm sowie Ober-, Mitter- und Niederkaseralm und die Priener Hütte.